# Zamek (Wyspa Króla Jerzego)
Zamek (ang. także: Anvil Crag) - góra na Wyspie Króla Jerzego o wysokości 339 m n.p.m. Leży przy wschodniej krawędzi lodowca Kopuła Warszawy. Od  wschodniego podnóża góry w kierunku Zatoki Admiralicji ciągnie się wąska Morena Błaszyka, oddzielająca Lodowiec Sfinksa od Lodowca Baranowskiego. Nazwa szczytu, nadana przez polską ekspedycję naukową, pochodzi od Zamku Królewskiego w Warszawie. Góra znajduje się na terenie Szczególnie Chronionego Obszaru Antarktyki "Zachodni brzeg Zatoki Admiralicji" (ASPA 128).